# Opole Borki
Opole Borki  – przystanek osobowy w Opolu, w województwie opolskim,  w Polsce. Przystanek znajduje się na terenie dawnej wsi Borki włączonej 1 stycznia 2017 roku do Opola.

## Ruch pasażerski
| Rok  | Wymiana pasażerska na dobę |
| ---- | -------------------------- |
| 2017 | 50-99                      |
| 2022 | 0-9                        |